# 유가 (연강왕)
연강왕 유가(燕康王 劉嘉, ? ~ 기원전 152년)는 전한의 황족 · 제후왕으로, 연왕이다. 연경왕 유택의 아들이다.
아버지가 연경왕 2년(기원전 178년)에 죽자 연왕을 계승했고, 연강왕 26년(기원전 152년)에 죽어 아들 유정국이 왕위를 계승했다. 딸은 태위 전분에게 출가하였다.